# Messier 110
Messier 110 (auch als NGC 205 bezeichnet) ist eine elliptische Galaxie mit den Abmessungen 19,5' × 11,5' im Sternbild Andromeda. Sie ist ein Begleiter von Messier 31, dem Andromedanebel, und wie dieser 2,7 Millionen Lichtjahre entfernt. Messier 110 wird heutzutage als sphärische Zwerggalaxie klassifiziert. Ihre Masse wird auf 3,6 bis 15 Milliarden Sonnenmassen geschätzt. Sie hat einen Halo mit acht Kugelsternhaufen.
Neben Messier 32 ist Messier 110 die zweite hellere Begleitgalaxie des Andromedanebels und somit ein Mitglied der Lokalen Gruppe.

## Entdeckung
Messier 110 wurde am 10. August 1773 vom französischen Astronomen Charles Messier entdeckt, 1798 in einer Veröffentlichung beschrieben und 1807 auf einer Zeichnung des „Großen Andromeda Nebels“ bildlich festgehalten. Aus unbekannten Gründen hat er dieses Objekt jedoch nie in seinen Katalog aufgenommen. Die „offizielle“ Aufnahme in den Messier-Katalog erfolgte 1966 durch den Wissenschaftshistoriker K. Glyn Jones.
Die deutsche Astronomin Caroline Herschel entdeckte Messier 110 unabhängig von Charles Messier am 27. August 1783 – von ihrem Bruder Wilhelm Herschel erhielt er dann die Nummer H V 18.

Hochaufgelöste Aufnahme des Zentrums von Messier 110, erstellt mithilfe des Hubble-Weltraumteleskops